# جوناثان جي. أ. جونسون
جوناثان جي. أ. جونسون هو سياسي هولندي، ولد في 25 سبتمبر 1976 في سابا في هولندا.